# Ne waza jitsu no kata
Het Ne waza jitsu no kata is een Jiujitsu kata en onderdeel van het examen voor de 2e dan. Het is ontwikkeld in de jaren 1970 in Nederland door de Nationale Graden Commissie samen met een aantal hoge  dangraadhouders, om het gat in het leerplan te dichten tussen het Ebo no kata, Goshin Jitsu no Kata en Kime no Kata.
Het Ne waza jitsu no kata is een grondkata. Het kata bestaat uit tien aanvallen met blokkeren en controleren. De aanvallen worden afwisselend uitgevoerd, zowel staand als vanaf de grond.